# Widford (Essex)
Widford – osada w Anglii, w hrabstwie Essex, w dystrykcie Chelmsford. Leży 4 km na południowy zachód od miasta Chelmsford i 46 km na północny wschód od Londynu. W 1931 roku civil parish liczyła 457 mieszkańców.